# Prelios Deutschland
Prelios Deutschland GmbH war ein deutsches Immobilienmanagement-Unternehmen mit Sitz in Hamburg und eine Tochtergesellschaft der italienischen Prelios S.p.A.
Die Aktivitätsschwerpunkte konzentrieren sich auf die klassischen Immobilien-Dienstleistungen für institutionelle und private Eigentümer wie Vermögensverwaltung, Kreditvermittlung, Immobilienverwaltung und Facilitymanagement von Wohngebäuden und Gewerbeimmobilien.
2013 betrug das Volumen des verwalteten Vermögens in Deutschland rund 3,8 Milliarden Euro. Dazu gehörten bundesweit rund 50.000 Wohnungen und 1,6 Millionen Quadratmeter Einzelhandelsfläche und Bürofläche. Neben Hamburg wurden bundesweit 28 Vertriebsstandorte und Regionalbüros unterhalten.

## Entwicklung
Bis Oktober 2010 firmierte Prelios Deutschland als Pirelli & C. Real Estate Deutschland GmbH, kurz Pirelli RE Deutschland. Das Unternehmen wurde 2007 als Rechtsnachfolger der DGAG Deutsche Grundvermögen AG in Hamburg gegründet. Die Geschichte der DGAG reichte zurück bis zur Gründung der Wohnungsbaugesellschaft für Heimsparer 1925 in Kiel.
Von 2007 bis 2012 war das Unternehmen für die Immobilienverwaltung des BauBeCon-Portfolios verantwortlich. Den Wohnungsbestand hatte das Mutterunternehmen 2007 in einem Joint Venture mit RREEF (Tochtergesellschaft der Deutschen Bank) erworben. Nach dem Platzen der Finanzierung Ende 2011 wurde es zunächst von Barclays Investment Bank (vormals Barclays Capital) übernommen und 2012 schließlich an die Deutsche Wohnen veräußert.
Seit 2008 war Prelios Deutschland u. a. Co-Asset-Manager für das Highstreet-Portfolio, ein deutsches Warenhaus-Portfolio, an dem Prelios S.p.A. über das internationale Konsortium Highstreet Holding beteiligt ist.
Im April 2012 bestätigte die italienische Muttergesellschaft die Absicht, Prelios Deutschland verkaufen zu wollen. Im März 2013 verkündete Prelios S.p.A. schließlich, dass die deutsche Tochter nicht verkauft wird.
2020 wurde die Prelios Deutschland GmbH von der italienischen Muttergesellschaft an die Girlan Immobilien GmbH veräußert.